# Jarrett Hurd
Pour les articles homonymes, voir Hurd.
Jarrett Hurd est un boxeur américain né le 31 août 1990 à Accokeek, dans le Maryland.

## Carrière
Passé professionnel en 2007, il remporte le titre vacant de champion du monde des super-welters IBF le 25 février 2017 en battant par arrêt de l'arbitre au 9e round son compatriote Tony Harrison. Hurd conserve son titre le 14 octobre 2017 après sa victoire par abandon d'Austin Trout à l'issue du 10e round puis s'empare de la ceinture WBA le 7 avril 2018 en dominant aux points Erislandy Lara. Il continue sa série de victoires le 1er décembre 2018 en battant par KO au 4e round le britannique Jason Welborn.
Le 11 mai 2019, Hurd perd son titre aux points contre son compatriote Julian Williams.